# ラリー・コーエン
ラリー・コーエン（Larry Cohen, 本名：ローレンス・G・コーエン、Lawrence G. Cohen, 1941年7月15日 - 2019年3月23日）は、アメリカ合衆国の映画監督、脚本家、プロデューサー。他人のための製作と脚本もあるが、コーエンが最も知られているのは、低予算ながら創意に富んだホラー映画、スリラー映画の監督としてである。

## 経歴
ニューヨークの生まれ。幼いときにブロンクス区リバーデイルに移り、ニューヨーク市立大学シティカレッジで映画を専攻した。プロとしてのスタートはテレビで、多くの番組の脚本を書き、カルト・ドラマの古典『荒野の流れ者』（1965年  - 1966年。en:Branded）、『インベーダー』を作った。1972年、初の長編映画『Bone』（en:Bone (1972 film)）を製作・監督・脚本。
1973年にはフレッド・ウィリアムソン主演のブラックスプロイテーション映画『ブラック・シーザー』を制作・脚本・監督。
1974年の、薬害のため鋭い歯を持って生まれた赤ん坊が人間を襲うホラー映画『悪魔の赤ちゃん』で注目を浴びた。チープではあったが、その皮肉なブラックユーモア（生まれたばかりの赤ん坊が医療スタッフを惨殺するくだり）と、赤ん坊の両親のジレンマは特筆すべきものがあった。赤ん坊の父親である主人公は、最初親子の縁を切るが、後には赤ん坊が明らかに反社会的存在であるにもかかわらず保護しようとするのである。音楽を担当したのがバーナード・ハーマンだということも注目に値する。なお、この映画には、『悪魔の赤ちゃん2』（1978年）、『悪魔の赤ちゃん3 禁断の島』（1987年）という2つの続編がある。
『空の大怪獣Q』（1982年）では、アステカの神ケツァルコアトルが復活して、ニューヨークの摩天楼を飛び回り、人身御供をさらう。マイケル・モリアーティ、デビッド・キャラダイン、キャンディ・クラークという才能ある役者を得たこの映画は、コーエン作品の中でも最も洗練された映画の1本である。
一方、コーエン作品の中で最も難解で、かつ最も暗い映画は、『ディーモン 悪魔の受精卵（ディーモン）』（1976年）だろう。主人公は悩みを抱えたカトリック教徒の刑事で、「神がそうするように言った」と言って、普通の人々が心安らかに引き起こす殺人の謎の流行に直面する。この映画はSF、ホラーに宗教的な風刺が混ざり合ったものである。
1987年、コーエンはスティーヴン・キングの『呪われた町』の非公式な続編『新・死霊伝説』を作った。主演はコーエン映画のレギュラー、マイケル・モリアーティと映画監督のサミュエル・フラー。コーエンは厚かましくも、吸血鬼が住むアメリカの小さな村という基本設定だけ使って、キングの登場人物すべてを放り出し、小さな町の俗物根性と偽善を皮肉った。邪悪な吸血鬼の王も、汚い保守的な政治家のように描かれる。
モンスター映画だけでなく、『The Private Files of J. Edgar Hoover』（1977年）といった伝記映画も撮っている。FBI長官J・エドガー・フーヴァーを性的に抑圧された偏執狂的な誇大妄想者として描いている。『スペシャル・イフェクツ 謎の映像殺人』（1984年）は警官、殺人者の映画監督、主演女優の身代わりとなる女のねじれたストーリーである。『アンビュランス』（1990年）はエリック・ロバーツ扮する主人公が突然いなくなった若い女性を調査するヒッチコック風の娯楽作品。
1996年には再度フレッド・ウィリアムソン主演でブラックスプロイテーション映画『ホットシティ』を制作・監督。
時間のなさと低予算のせいで、コーエンの映画は撮影も編集も雑だが、コーエンの自由奔放なアプローチ（および撮影所の影響からの独立）は、たとえば『ザ・スタッフ』の冷徹な食品会社のように、メジャーではなかなか扱えない対象への風刺的な攻撃を可能にしている。『悪魔の赤ちゃん3 禁断の島』では、キューバを悪魔に見せようとするアメリカをも痛烈に攻撃した。
コーエンは、サミュエル・フラーの影響を強く受けていて、現在、フラーが昔所有していた家に住んでいる。ここ数年、製作と監督の仕事は激減して、脚本に専念している。1998年までは低予算映画かテレビ映画のために書いていたが、『フォーン・ブース』の脚本はハリウッドのメジャーの関心を集め、激しい入札争いの結果、2002年、ジョエル・シュマッカー監督、コリン・ファレル主演で映画化された。2004年には、もう一つのテレコミュニケーションを題材としたスリラー『セルラー』の原案を担当している。
2019年3月23日、ビバリーヒルズの自宅にて死去。77歳没。

## 『Cast of Characters』VS『リーグ・オブ・レジェンド/時空を超えた戦い』訴訟
2003年、コーエンは20世紀フォックスとの訴訟の渦中にいた。コーエンと製作のパートナー、マーティン・ポルは、20世紀フォックスの映画『リーグ・オブ・レジェンド/時空を超えた戦い』はコーエンの『Cast of Characters』を意図的に盗作したものであると訴えたのだ。コーエンとポルの主張は次のようなものである。1993年から1996年にかけて20世紀フォックスにコーエンとポルはその企画を持ち込んだ。20世紀フォックスはコーエンとポルとの契約を切った後で、独自のタイトルでプロジェクトを進めた。20世紀フォックスは盗作逃れの「煙幕」として、人気漫画原作者アラン・ムーアに、その原案に基づいたグラフィックノベル（『リーグ・オブ・エクストラオーディナリー・ジェントルメン』）を書かせた。
裁判は結局示談になったが、この時ムーアはビデオリンクを通して10時間以上の証言を強いられた。それゆえ、20世紀フォックスが、最終的に和解に合意し、示談を決めたことには失望したと言われている。それは暗黙のうちに罪を認めたことになり、結果的にムーアの人格を明白に中傷したことにもなるからだ。その後、映画のプロデューサー、ドン・マーフィー（en:Don Murphy）は、示談に応じたのは保険会社で20世紀フォックスではない、20世紀フォックスは調停に応じる気はなかったが、そうするよう薦められたと明かした。
詳細はen:Cast of Characters vs. The League of Extraordinary Gentlemen lawsuitを参照。

## 主な監督作品
- Bone（en:Bone (1972 film), 1972年）
- ブラック・シーザー（en:Black Caesar (film), 1973年）
- ハーレム街の首領（en:Hell Up in Harlem, 1973年） - 『ブラック・シーザー』の続編。
- 悪魔の赤ちゃん（It's Alive, 1974年）
- ディーモン 悪魔の受精卵（ディーモン）（en:God Told Me To, 1976年）
- The Private Files of J. Edgar Hoover(en:The Private Files of J. Edgar Hoover,1977年）
- 悪魔の赤ちゃん2（It Lives Again, 1978年）
- ハイ・スクール・ウルフ（en:Full Moon High, 1981年）
- N.Y.ビッグ・ママ・ブルース（See China and Die, 1981年、テレビ映画）
- 空の大怪獣Q（1982年）
- パーフェクト・ストレンジャー（en:Perfect Strangers, 1984年）
- スペシャル・イフェクツ 謎の映像殺人（Special Effects, 1984年）
- ザ・スタッフ（en:The Stuff, 1985年）
- 新・死霊伝説（en:A Return to Salem's Lot, 1987年）
- 悪魔の赤ちゃん3 禁断の島（It's Alive III: Island of the Alive, 1987年）
- 殺しのイリュージョン（Deadly Illusion, 1987年）
- おばあちゃんは魔女（ en:Wicked Stepmother, 1989年）
- アンビュランス（地獄の殺人救急車/狙われた金髪の美女）（The Ambulance, 1990年）
- 私を狙うのは誰（As Good As Dead, 1995年、テレビ映画）
- ホットシティ（ en:Original Gangstas, 1996年）
- ハンティング（en:Pick Me Up (Masters of Horror episode), 2006年、テレビ映画） - 『マスターズ・オブ・ホラー』の1編。

## 主な脚本作品
- 荒野の流れ者（1965年 - 1966年、テレビ・シリーズ）
- 続・荒野の七人（Return of the Seven, 1966年）
- インベーダー（The Invaders、1967年 - 1968年、テレビ・シリーズ）
- エル・コンドル（El Condor, 1970年）
- 暗闇の中の殺意（In Broad Daylight, 1971年、テレビ映画）
- 刑事コロンボ（1973年 - 1974年）「別れのワイン」「野望の果て」「自縛の紐」の原案。
- 探偵マイク・ハマー 俺が掟だ!（I, the Jury, 1982年）
- 殺しのベストセラー（en:Best Seller, 1987年）
- マニアック・コップ（地獄のマッド・コップ）（Maniac Cop, 1988年） - 製作も。
- マニアック・コップ2（en:Maniac Cop 2, 1990年） - 製作も。
- ギルティ/罪深き罪（Guilty as Sin, 1993年）
- マニアックコップ3　復讐の炎（en:Maniac Cop III: Badge of Silence, 1993年） - 製作も。
- フォーン・ブース（2002年）
- セルラー（2004年）原案。
- キャプティビティ（en:Captivity (film), 2007年）
- ボイスメール（en:Messages Deleted, 2009年)
- The Gambler, the Girl and the Gunslinger　(2009年）